# Havana Brown
Angelique Meunier, mais conhecida pelo nome artístico Havana Brown, é uma DJ australiana, cantora e dançarina. Brown assinou um contrato com a gravadora Universal, em 2008, como um DJ, e começou a lançar sua série de "Craves", que contou com remixes de canções de outros artistas. Isto levou a sua turnê com artistas internacionais, como Britney Spears, Rihanna, Pussycat Dolls, Chris Brown e Enrique Iglesias. Brown fez sua estreia musical como um artista em 2011, com o single "We Run the Night", que alcançou o número cinco no ARIA Singles Chart e foi disco de platina triplo pela Australian Recording Industry Association (ARIA). Com o single Havana Brown ganhou duas indicações ao Prêmio de Música para venda "Breakthrough Artist Single and Highest Selling Single" do ARIA. Mais tarde, em 2011, Brown assinou um contrato de gravação com o selo Universal Republic EUA, e lançou um remix internacional de "We Run the Night" nos Estados Unidos, que contou com o rapper americano Pitbull. O remix alcançou o número um no Hot Dance EUA Clube Songs chart e atingiu a 26ª posição nos Estados Unidos.

## Discografia

### Álbuns de estúdio
| Título                                                                                        | Detalhe do álbum                                                                            | Posições em paradas músicais |
| Título                                                                                        | Detalhe do álbum                                                                            | AUS                          |
| --------------------------------------------------------------------------------------------- | ------------------------------------------------------------------------------------------- | ---------------------------- |
| Flashing Lights                                                                               | - Lançamento: 11 de outubro de 2013 - Gravadora: Universal - Formatos: CD, digital download | 6                            |
| "—" indica que a gravação não foi incluída nas paradas ou não foi distribuída naquela região. |                                                                                             |                              |

## Singles

### Como artista principal
| Título                                                                                        | Ano  | Posições em paradas músicais | Posições em paradas músicais | Posições em paradas músicais | Certificações                                      | Álbum             |
| Título                                                                                        | Ano  | AUS                          | FRA                          | US                           | Certificações                                      | Álbum             |
| --------------------------------------------------------------------------------------------- | ---- | ---------------------------- | ---------------------------- | ---------------------------- | -------------------------------------------------- | ----------------- |
| "We Run the Night" (featuring Pitbull)                                                        | 2011 | 5                            | 37                           | 26                           | - ARIA: 3× platina - RIAA: platina - RMNZ: platina | Flashing Lights   |
| "You'll Be Mine" (featuring R3hab)                                                            | 2012 | —                            | —                            | —                            |                                                    | Flashing Lights   |
| "Big Banana" (featuring R3hab and Prophet)                                                    | 2012 | 18                           | —                            | —                            | - ARIA: platina                                    | Flashing Lights   |
| "Flashing Lights"                                                                             | 2013 | —                            | —                            | —                            |                                                    | Flashing Lights   |
| "Warrior"                                                                                     | 2013 | 11                           | —                            | —                            | - ARIA: 2× platina                                 | Flashing Lights   |
| "Whatever We Want"                                                                            | 2014 | 35                           | —                            | —                            |                                                    | Non-album singles |
| "Better Not Said"                                                                             | 2014 | —                            | —                            | —                            |                                                    | Non-album singles |
| "No Ordinary Love" (vs. Walden)                                                               | 2015 | —                            | —                            | —                            |                                                    | Non-album singles |
| "Bullet Blowz" (with Kronic)                                                                  | 2015 | —                            | —                            | —                            |                                                    | Non-album singles |
| "Battle Cry" (featuring Bebe Rexha and Savi)                                                  | 2015 | —                            | —                            | —                            |                                                    | Non-album singles |
| "—" indica que a gravação não foi incluída nas paradas ou não foi distribuída naquela região. |      |                              |                              |                              |                                                    |                   |